# Labastide-du-Vert
Labastide-du-Vert é uma comuna francesa na região administrativa de Occitânia, no departamento de Lot. Estende-se por uma área de 10,44 km². Em 2010 a comuna tinha 276 habitantes (densidade: 26,4 hab./km²).